# Esnob

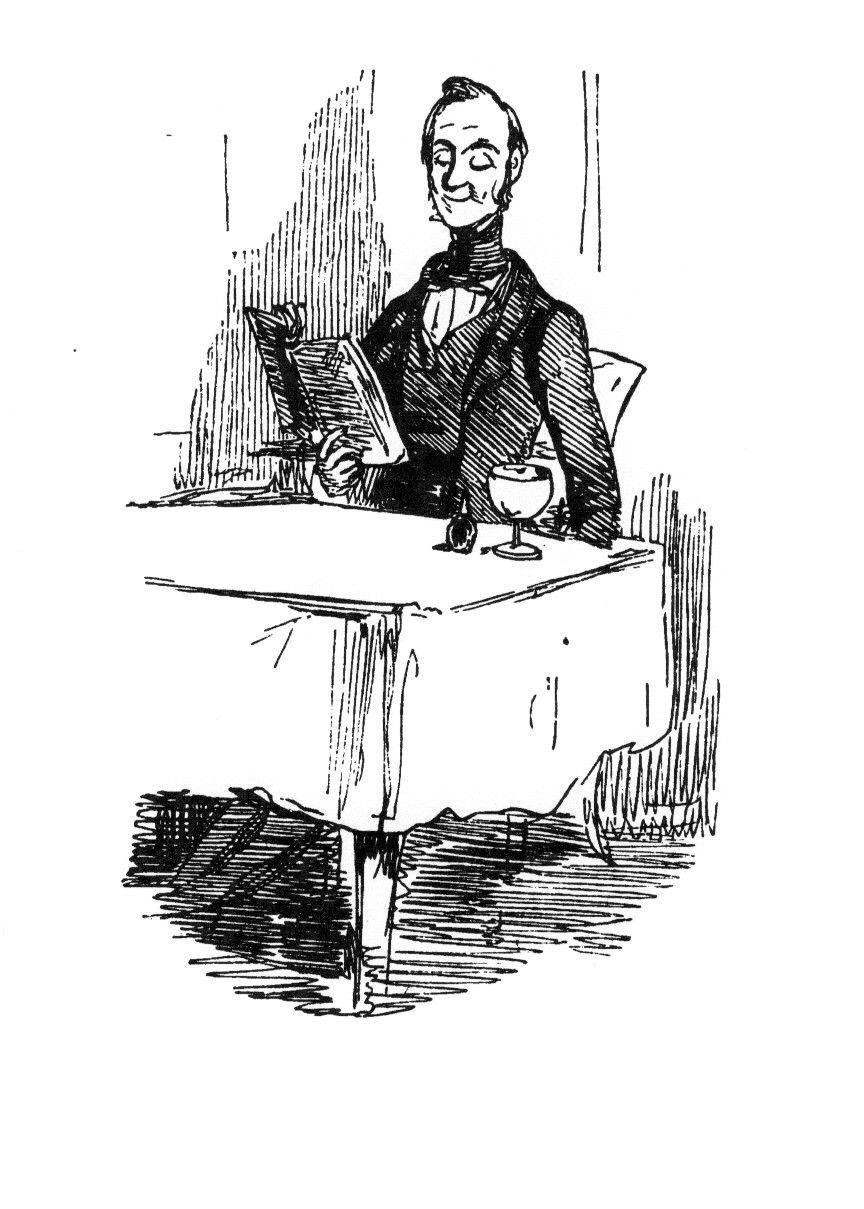
Grabado sobre madera del propio W. M. Thackeray para la primera edición de El libro de los snobs. Capítulo VI, "Sobre algunos snobs respetables".

Un esnob (del inglés snob) es una «persona que imita con afectación las maneras, opiniones, etcétera, de aquellos a quienes considera distinguidos» o de clase social alta para aparentar ser igual que ellos. Su plural es «esnobs». Un concepto equivalente es «pretencioso». 
Generalmente un esnob posee la tendencia de querer pertenecer a la élite, los esnobs tienden a reproducir el comportamiento de una clase social o intelectual a la que consideran superior. Muchas veces, imitan las características de esta clase, ya sea en el lenguaje, los gustos, las modas y estilos de vida. Al mismo tiempo tratan con desprecio a los que consideran inferiores. Esta forma de mimetismo social, definida por primera vez por William Makepeace Thackeray, fue analizada por sociólogos como Thorstein Veblen o Norbert Elías.

## Etimología
Desconociéndose el origen de este término, se imaginó la siguiente etimología, de la que, por ejemplo, se hizo eco José Ortega y Gasset: «snob» sería la contracción de la expresión latina «sine nobilitate», porque «en Inglaterra las listas de vecinos indicaban junto a cada nombre el oficio y rango de la persona. Por eso, junto al nombre de los simples burgueses aparecía la abreviatura “s. nob.”, es decir, “sin nobleza”. Este es el origen de la palabra “snob”.» Sin embargo, investigaciones modernas desestiman esta teoría.

## Historia
El sentido moderno de la palabra se estableció a mediados del siglo XIX, gracias a una serie de artículos publicados por William Makepeace Thackeray en la revista Punch, con el título «The Snobs of England by One of Themselves» (en español, «Los esnobs de Inglaterra por uno de ellos»), y posteriormente editados como libro en 1848. En palabras de Thackeray, «aquel que admira mezquinamente cosas mezquinas no es más que un snob».
El primer uso que se registra de «snob» indicando a una persona que desprecia a quienes considera de clase inferior a la suya aparece en 1911, en una obra de George Bernard Shaw.[cita requerida], se dieron muchas ocasiones durante la revolución industrial en donde aquellos que pertenecían al proletariado reivindicaban el derecho a poder asistir a una ópera, un restaurante o a cualquier evento con la sana intención de hacer vida social como cualquier otro. Para ello y teniendo en cuenta la exigencia de la "etiqueta" de aquel entonces, se proveían de vestimenta apropiada para poder asistir a tales eventos. De ahí se desprende la creencia de imitar a una clase social a la que no se pertenece. De hecho cuando un proletario era reconocido por un empleador burgués, este lo rechazaba con desprecio solo por el hecho de ser un proletario. Por lo tanto, aquel que practica el snobismo es aquel que rechaza a un ser supuestamente inferior desde su perspectiva equivocada negándole sus derechos como ciudadano.
Aunque hay pocos estudios serios al respecto, el esnobismo puede tener una función social en el individuo de superación intelectual que puede llevarlo a un resultado positivo y atenuar la carga peyorativa del término.[cita requerida]
En 1990, la Real Academia Española recogió la forma «esnobismo», proponiendo el sustantivo «esnobista», que no presentaba las dificultades fonológicas y morfológicas del comienzo en s líquida y la terminación /b/.[cita requerida]